# Recensement de la Grèce de 1940
Le recensement de la population de 1940 (en grec moderne : Ελληνική απογραφή του 1940), est le vingt-troisième recensement officiel de l'État grec. Il est réalisé le 16 octobre 1940, douze jours avant le début de la guerre italo-grecque (28 octobre 1940). Les données recueillies permettent de dresser un tableau complet des caractéristiques démographiques de la population, car des données ont été collectées sur la religion et la langue, entre autres, mais elles n'ont pas été entièrement traitées en raison de la guerre et de l'occupation qui suit. De ce fait, la seule publication dont nous disposons donne la répartition de la population réelle et légale dans les unités administratives existant en 1940. 
La population totale (réelle) s’élève à 7 344 860 habitants, soit une augmentation de 1 140 176 habitants par rapport au recensement précédent de 1928. La densité de population est de 56,8 habitants par kilomètre carré. 32,8% de la population vit en zone urbaine, 14,8% en zone semi-urbaine et 52,4% en zone rurale. La population de la région administrative de la capitale est de 1 123 346 habitants.